# Самсон, Август Карлович
Август Карлович Самсон — советский хозяйственный, государственный и политический деятель.

## Биография
Родился 31 декабря 1885 году в латышской семье батрака. Член РСДРП с 1905 года.
С 1905 года — на хозяйственной, общественной и политической работе. В 1905—1957 гг. — организатор революционной борьбы во время революции 1905 года в Латвии, матрос императорского флота, коммунист-подпольщик, участник Октябрьской революции, член Совета рабочих, крестьянских и безземельных депутатов Латвии, коммунист-подпольщик на нелегальном положении в межвоенной Латвии, начальник Управления милиции Резекненского уезда (1940-1941), председатель Лудзенского уездного исполкома.
На VII съезде Компартии Латвии был избран членом нелегального Центрального Комитета.
Избирался депутатом Верховного Совета СССР 2-го созыва.
На пенсии с 1950 года.
Умер в Резекне 26 мая 1977 году.

## Награды
- орден Ленина
- орден Отечественной войны 2 степени
- орден Красной Звезды
- орден "Знак Почёта"